# Logan Fontaine
Pour les articles homonymes, voir Fontaine.
Logan Fontaine, né le 25 mars 1999 à Argentan, est un nageur français, spécialiste de la nage en eau libre.

## Carrière
Logan Fontaine est sacré champion d'Europe junior du 5 kilomètres hommes en 2015 et du 7,5 km hommes en 2016.
Il est médaillé d'or du 5 km par équipes en nage en eau libre aux championnats du monde de natation 2017.
Il est également médaillé d'or du 10 km quelques semaines plus tard lors des Championnats d'Europe juniors de nage en eau libre à Marseille.
Il est membre du Club des Vikings de Rouen.
Fontaine remporte la médaille de bronze du 800 m nage libre lors des championnats du monde en petit bassin 2022 de Melbourne.
Fontaine remporte en avril 2023 le 10 km en eau libre de l'Open de Martinique, ce qui lui permet d'obtenir sa qualification sur la distance pour les championnats du monde de Fukuoka.
Tout d'abord quatrième du 10 km en eau libre des Championnats du monde 2024 qui lui permet de se qualifier sur cette distance pour les Jeux olympiques de 2024, Fontaine remporte ensuite le titre mondial du 5 km devant son compatriote Marc-Antoine Olivier.

## Palmarès

### Jeux Olympiques
- Paris 2024
  - 5ème du 10km

### Championnats du monde
- Championnats du monde 2017 à Budapest ( Hongrie) :
  -  Médaille d'or du 5 km par équipes en eau libre

- Championnats du monde 2019 à Gwangju ( Corée du Sud) :
  -  Médaille d'argent du 5 km en eau libre

- Championnats du monde en petit bassin 2022 à Melbourne ( Australie) :
  -  Médaille de bronze du 800 m nage libre

- Championnats du monde 2024 à Doha ( Qatar) :
  -  Médaille d'or du 5 km en eau libre

### Championnats d'Europe
- Championnats d'Europe 2018 à Glasgow ( Royaume-Uni) :
  -  Médaille de bronze sur 5 km en eau libre

- Championnats d'Europe 2022 à Rome ( Italie) :
  -  Médaille de bronze sur 10 km en eau libre
  -  Médaille de bronze sur 5 km par équipe en eau libre

- Championnats d'Europe de nage en eau libre 2025 à Stari Grad ( Croatie) :
  -  Médaille d'argent sur 3 km élimination en eau libre
  -  Médaille d'argent sur 10 km en eau libre
  -  Médaille de bronze sur 5 km par équipe en eau libre

### Championnats d'Europe junior
- Championnats d'Europe junior de natation 2018 à Malte :
  -  Médaille d’or sur 10 km eau libre

### Jeux mondiaux militaires
- Jeux mondiaux militaires 2019 à Wuhan (Chine) :
  -  Médaille d'or du relais 5 km en eau libre
  -  Médaille d'argent du 10 km en eau libre